# Simethis mattiazzii
Simethis mattiazzii är en grästrädsväxtart som först beskrevs av Domenico Vandelli, och fick sitt nu gällande namn av Pier Andrea Saccardo. Simethis mattiazzii ingår i släktet Simethis och familjen grästrädsväxter. Inga underarter finns listade i Catalogue of Life.